# Motheo
Motheo – dawny dystrykt w Republice Południowej Afryki, w prowincji Wolne Państwo. Siedzibą administracyjną dystryktu było Bloemfontein. Został zlikwidowany w 2011 roku.
Dystrykt dzielił się na gminy:
- Mangaung
- Mantsopa
- Naledi